# Quetame (kommun)
Quetame är en kommun i Colombia.   Den ligger i departementet Cundinamarca, i den centrala delen av landet, 40 km sydost om huvudstaden Bogotá. Antalet invånare är 6 570.